# Chaetonerius bimaculatus
Chaetonerius bimaculatus är en tvåvingeart som först beskrevs av Edwards 1919.  Chaetonerius bimaculatus ingår i släktet Chaetonerius och familjen Neriidae. Inga underarter finns listade i Catalogue of Life.